# Почесна відзнака «За заслуги перед Миколаївщиною»
Почесна відзнака Миколаївської обласної ради «За заслуги перед Миколаївщиною» встановлена для відзначення осіб за значний особистий внесок громадян в економічній, науковій, соціально-культурній, військовій, державній, громадській та інших сферах суспільної діяльності. Відзнака є нагородою вищого рівня по відношенню до інших відзнак обласної ради.

## Статут відзнаки
Відзнаку Миколаївської обласної ради «За заслуги перед Миколаївщиною» встановлено для відзначення осіб за значний особистий внесок у розвиток економічної, науково-технічної, соціально-культурної сфери, місцевого самоврядування області, вагомі здобутки в галузі охорони здоров'я, освіти, культури, спорту, державного будівництва, за мужність і відвагу, проявлені під час рятування людей та матеріальних цінностей, видатні заслуги у громадській, науковій, гуманістичній, просвітницькій та благодійній діяльності, що сприяла підвищенню ролі та іміджу регіону в Україні і на міжнародній арені, високу професійну майстерність, а також з нагоди державних свят, пам'ятних та ювілейних дат.
Рішення про нагородження відзнакою приймає голова обласної ради шляхом видання відповідного розпорядження.
Відзнака має два ступені:
- почесна відзнака «За заслуги перед Миколаївщиною» І ступеня;

- почесна відзнака «За заслуги перед Миколаївщиною» ІІ ступеня.

Вищим ступенем відзнаки є І ступінь. Нагородження відзнакою здійснюється послідовно, починаючи з ІІ ступеня.
Відзнакою можуть бути нагороджені жителі Миколаївської області, інших регіонів України, громадяни інших країн.
Нагородження відзнакою наступного ступеня можливе, як правило, не раніше ніж через два роки після нагородження відзнакою попереднього ступеня.
Особу може бути нагороджено відзнакою відповідного ступеня лише один раз. Повторно відзнака не вручається. Відзнакою, як правило, нагороджуються особи, які раніше нагороджувалися Подякою обласної ради, Почесною грамотою обласної ради.
Особі, яка нагороджується, вручається нагрудний знак та посвідчення встановленого зразка:
- посвідчення до відзнаки Миколаївської обласної ради «За заслуги перед Миколаївщиною» І ступеня виготовляється зі шкіряного матеріалу бордового кольору;
- посвідчення до відзнаки Миколаївської обласної ради «За заслуги перед Миколаївщиною» ІІ ступеня виготовляється зі шкіряного матеріалу синього кольору.

Вручення нагрудного знака та посвідчення проводиться в обстановці урочистості та широкої гласності. Перед врученням оголошується відповідне розпорядження голови обласної ради.
Нагрудні знаки та  посвідчення до них вручаються головою обласної ради або за його дорученням іншими особами.
Позбавлення нагрудного знака проводиться відповідно до розпорядження голови обласної ради за вчинки, несумісні з принципами етики та моралі. Нагрудний знак з посвідченням, що належали особі, позбавленій нагороди, підлягають поверненню в обласну раду.

## Опис почесної відзнаки «За заслуги перед містом Миколаїв»
Почесна відзнака «За заслуги перед Миколаївщиною» І ступеня:
- Нагрудний знак виготовлений у формі двох рельєфних восьмикутних золотої та срібної зірок. В центральній частині зображено герб Миколаївської області на білому фоні, навколо якого зроблено напис золотистим кольором «За заслуги перед Миколаївщиною».

Почесна відзнака «За заслуги перед Миколаївщиною» ІІ ступеня:
- Аверс медалі виготовлений у формі двох рельєфних восьмикутних срібних зірок. В центральній частині зображено герб Миколаївської області на білому фоні, навколо якого зроблено напис срібним кольором «За заслуги перед Миколаївщиною». На реверсі медалі в центральній частині зроблено напис «Відзнака Миколаївської обласної ради», навколо якого зображено лавровий вінок — символ слави і перемоги. В нижній частині зображено малий Державний герб України. Планка медалі прикрашена стрічкою в синіх, жовтих та білих кольорах, що символізують прапор Миколаївської області.

Розмір зірок нагороди — 45×45 мм, розмір планки — 45×49 мм.

## Послідовність розміщення почесної відзнаки
Особи, удостоєні відзнаки, носять нагрудні знаки до них з правого боку грудей, які розміщуються після знаків державних нагород України.